# Anaxita sannionis
Anaxita sannionis là một loài bướm đêm thuộc phân họ Arctiinae, họ Erebidae.